# Crawl Space (Breaking Bad)
"Crawl Space" es el undécimo episodio de la cuarta temporada de la serie de drama criminal de la televisión estadounidense Breaking Bad y el episodio 44 en general de la serie. Se emitió originalmente en AMC en los Estados Unidos el 25 de septiembre de 2011. El episodio presenta a Barry Goodman, interpretado por JB Blanc.

## Trama
Tras escapar después de matar a Don Eladio Vuente y al liderazgo del cártel, Jesse traslada a Gus, que está debilitado debido a que tomó su propio veneno, y a Mike, que está herido, a una sala de emergencias improvisada que Gus preparó anteriormente a cargo del doctor Barry Goodman. Gus se recupera rápidamente, pero Mike tiene que quedarse otra semana antes de poder viajar con seguridad, por lo que se queda atrás en México. A Jesse se le dice que se encargará de cocinar metanfetamina en desmedro de Walter, pero Jesse insiste en que no le haga daño. Más tarde, Gus lleva a Jesse con él a visitar a Héctor Salamanca. Gus se burla de él porque el cártel ha sido asesinado y el linaje de los Salamanca pronto será destruido, y le muestra a Jesse, explicando que mató al último descendiente vivo de Héctor, Joaquín.
Más tarde, Hank le pide a Walter que lo lleve a la granja de pollos de los Pollos Hermanos que Hank planeaba investigar, pero en el camino revela que también quiere investigar una lavandería industrial propiedad de la misma empresa matriz que los Pollos Hermanos, la misma lavandería en la que se ubica debajo el laboratorio donde trabaja Walt. Preso del pánico, Walt choca deliberadamente su auto, lo que obliga a Hank a dejar de usar a Walt como su chofer.
Mientras tanto, Ted parece chantajear a Skyler sobre los $617,000 dólares requeridos para pagar al IRS, ya que Skyler infiere que Ted quiere más dinero del que ya le ha dado. Skyler recluta a los hombres de Saul Goodman, Huell y Kuby, para extorsionar a Ted para que pague al IRS. Ted se rinde, firma el cheque, pero luego intenta escapar; tropieza con una alfombra, se golpea la cabeza y queda inconsciente.
Walter se da cuenta de que Jesse también ha estado cocinando en el laboratorio. Walter les suplica que se mantengan unidos para frustrar a Gus, pero Jesse, todavía amargado después de su pelea, le da la espalda a Walter. Luego, Walt es secuestrado y llevado al desierto, donde Gus lo despide y exige que nunca regrese a la lavandería ni vuelva a hablar con Jesse, y dice que su equipo asesinará a Hank debido al riesgo de sus investigaciones. Cuando Walt protesta, Gus amenaza con asesinar a toda su familia si continúa interfiriendo.
Preso del pánico, Walter irrumpe en la oficina de Saul y acepta una oferta anterior de Saul para desaparecer. Saul le dice que esto le costará a Walt y a su familia medio millón de dólares. Walter acepta y también le pide a Saul que envíe un aviso anónimo a la DEA advirtiendo de una amenaza para Hank y su familia, a lo que Saul accede de mala gana. Walter corre a la casa de la familia para obtener el dinero almacenado en el sótano, pero descubre que es insuficiente. Skyler se acerca a Walt y, cuando Walt pregunta por el dinero que falta, revela que le dio el dinero a Ted para pagarle al IRS. Walt grita de dolor, antes de romper a reír cuando una Skyler asustada retrocede. Marie, llorando, llama para decir que la DEA ha recibido un aviso anónimo de que Hank es un objetivo nuevamente, y la DEA está enviando muchos agentes para protegerlo mientras Walt continúa riéndose histéricamente.

## Análisis
Sean Hutchinson de Inverse analizó la toma final de "Crawl Space", en la que la cámara se desplaza hacia arriba donde Walter está riéndose en el espacio de acceso. La música pulsante termina con un chirrido de retroalimentación y se corta en negro. El encuadre de la toma refleja el de la muerte posterior de Walter en el final de Breaking Bad "Felina". Hutchinson lo vio como una comedia negra y dijo que Walter se está dando cuenta de que no tiene el control de la situación. Hutchinson vio la historia como parte de la "acción abierta" que a menudo hacía que los personajes parecieran no tener forma de resolver la situación, pero encontraban una forma plausible de hacerlo.

## Recepción
Por su actuación en este episodios, Bryan Cranston fue nominado para el premio Primetime Emmy al actor principal destacado en una serie dramática para la 64.ª edición de los premios Primetime Emmy.

### Recepción de la crítica
Noel Murray de The AV Club otorgó al episodio una "A", describiéndolo como "intenso y aterrador". Seth Amitin de IGN otorgó el episodio 9 de 10, elogiando la actuación de Cranston como "una actuación asombrosa" y describiendo el episodio como "impactante, sorprendente y fascinante".
Hutchinson elogió la toma final y las historias que la condujeron, calificándola como el "momento más subestimado" de Breaking Bad y "una perfecta puesta en escena". En 2019, The Ringer clasificó a "Crawl Space" como el noveno mejor episodio de la serie.